# Rycerz Niepokalanej
Ры́царь Непоро́чной  (пол. Rycerz Niepokalanej) — ежемесячный католический журнал, основанный святым Максимилианом Кольбе в 1922 году. Издаётся в Польше (с 1922 года), Японии (с 1930 года) и Италии (с 1971 года).

## История
Журнал «Рыцарь Непорочной» был основан святым Максимилианом Кольбе, который до марта 1939 года был его главным редактором.  Первый номер журнала вышел в январе 1922 года.
До октября 1922 года журнал издавался в Кракове, потом — в Гродно. С 1927 года журнал стал издаваться в типографии францисканского монастыря в Непокалянуве, где в то время стал формироваться новый паломнический центр, посвящённый Деве Марии. Первые номера имели тираж в количестве 5000 экземпляров, с 1927 года тираж журнала имел 70 тысяч экземпляров, постепенно увеличиваясь, тираж достиг в 1938—1939 гг. количества 800 тысяч экземпляров. Во время II Мировой войны Максимилиану Кольбе удалось до своего ареста и заключения в концентрационный лагерь Освенцим издать один номер журнала в количестве 120 тысяч экземпляров.
С 1952 г. по 1981 гг. издание журнала в Польше было запрещено и он не издавался.
В Японии благодаря стараниям Максимилиана Кольбе с 1930 года издаётся японская версия журнала «Рыцарь Непорочной». С 1971 года в Италии выходит версия журнала, предназначенного для польских иммигрантов.